# Clepsydronotus nevermanni
Clepsydronotus nevermanni är en insektsart som beskrevs av Max Beier 1954. Clepsydronotus nevermanni ingår i släktet Clepsydronotus och familjen vårtbitare. Inga underarter finns listade i Catalogue of Life.